# Хинце, Иоганн Генрих
Иоганн Генрих Хи́нце (нем. Johann Heinrich Hintze; 18 апреля 1800, Берлин — 16 августа 1861, Гамбург) — немецкий художник, мастер пейзажной и архитектурной живописи. Один из крупнейших «архитектурных» художников Германии середины XIX столетия.

## Биография
Иоганн Генрих Хинце получил художественное образование, поступив в обучение в 1814 году на Королевскую фарфоровую мануфактуру в Берлине по специальности «пейзажная живопись» по фарфору. В 1820 году молодой художник оставляет мануфактуру и отправляется в учебное путешествие, которое проходит по северной Германии — по Мекленбургу и острову Рюген. В это время Хинце, выполняя заказ великого герцога Мекленбургского Фридриха Франца I, пишет ряд пейзажей и архитектурных полотен. Продолжая свою поездку, Хинце посещает затем Альпы, Силезию, Австрию, Прагу, Гольштейн, прирейнские земли. Вернувшись в 1830 году в Берлин, Хинце вместе с другими художниками, специализирующимися на изображении архитектурных памятников живописцев и графиков, работает над иллюстрациями к фундаментальному труду Самуэля Генриха Шпикера «Берлин и его окрестности».
В период с 1824 и по 1858 год Хинце периодически принимает участие в берлинских академических художественных выставках. Как личный художник и график наследника престола, сопровождал в его поездках будущего германского императора Фридриха III. В то же время основной темой творчества мастера были улицы, парки и площади Берлина, а также его пригороды и окрестности. Преимущественно это полотна, написанные масляными красками, но также и акварели. Помимо Берлина Иоганн Генрих Хинце писал также и виды Праги, Вены и Зальцбурга.

## Галерея

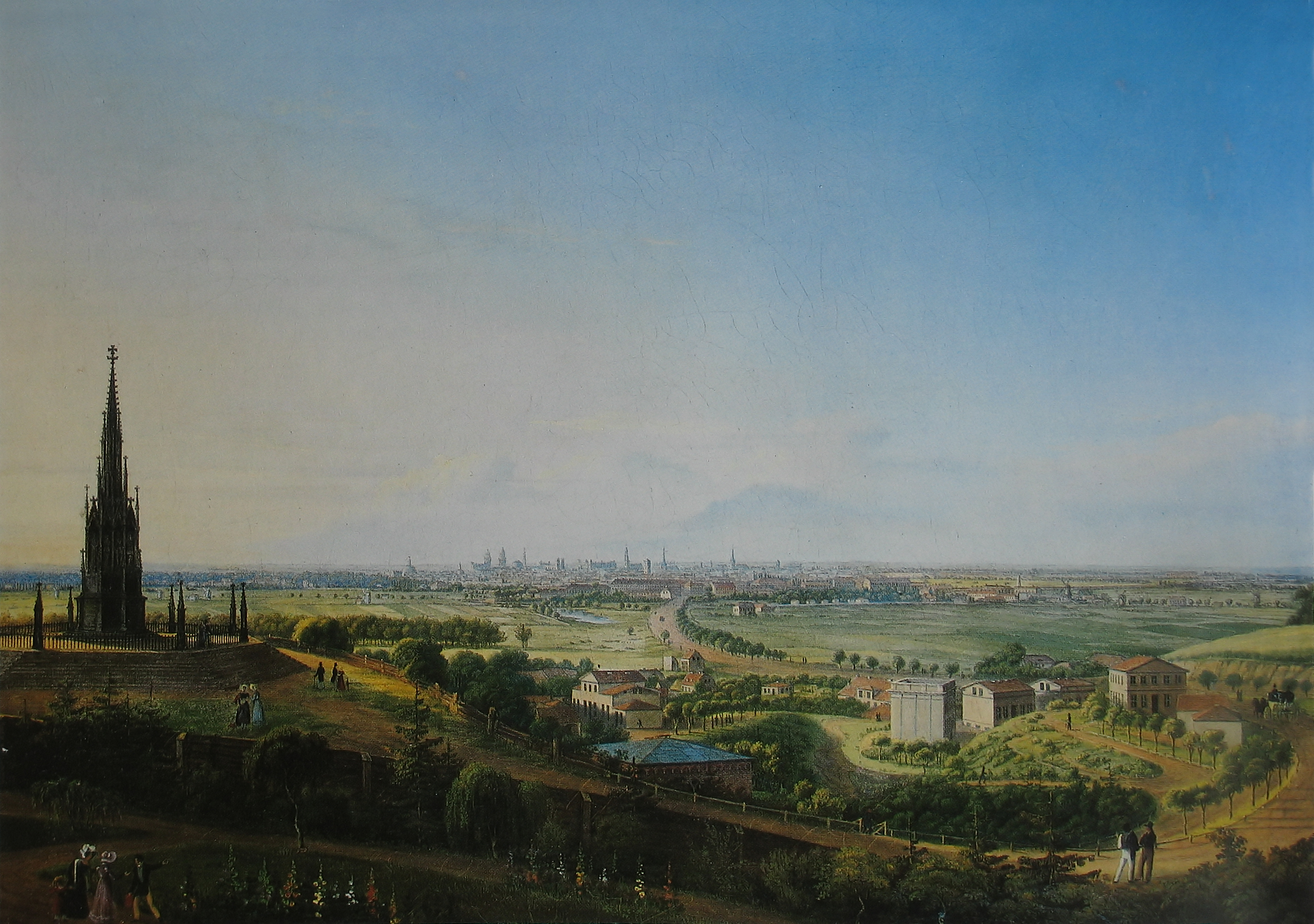
Берлин, Кройцберг (1829)
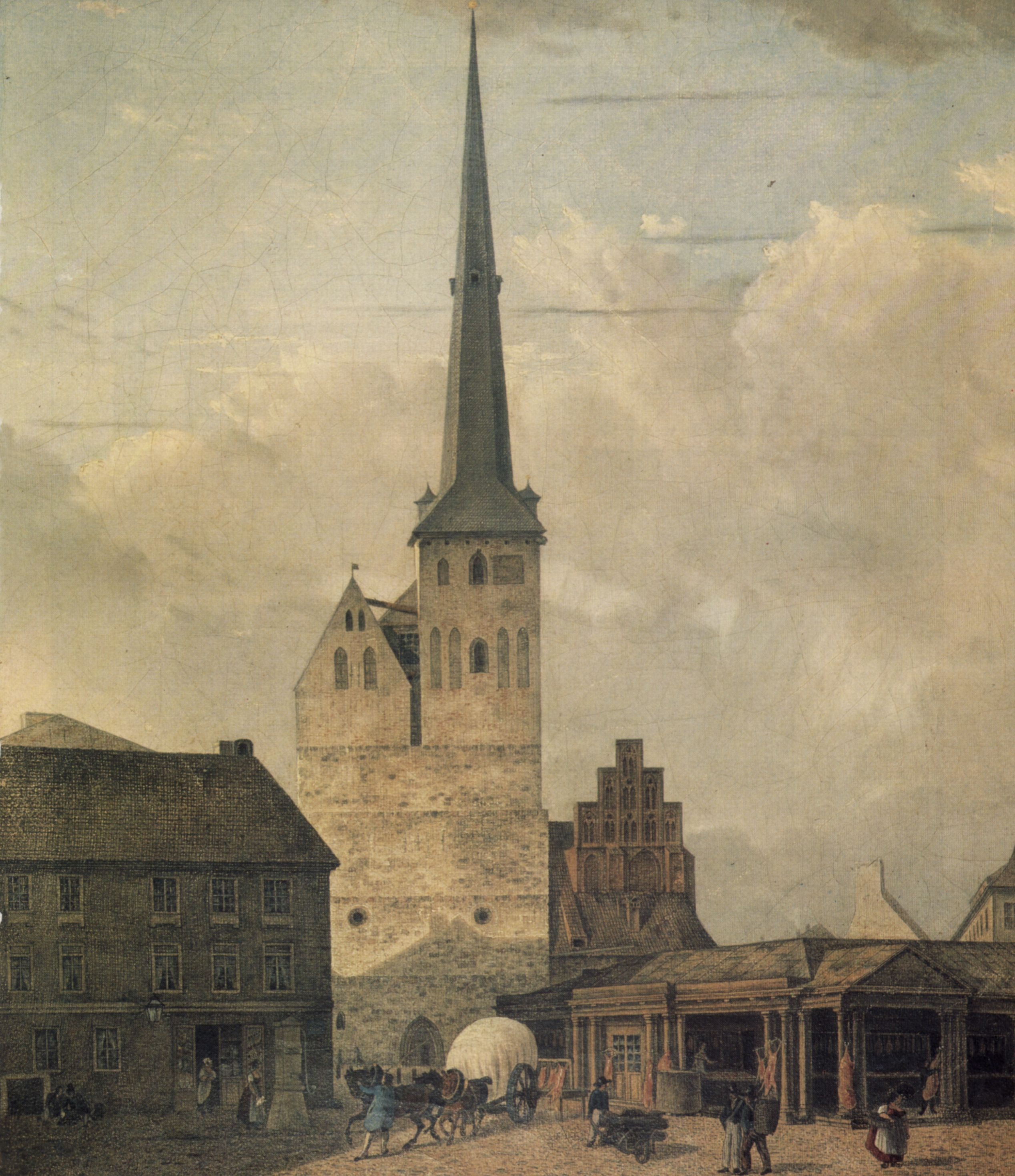
Церковь св. Николая, западная часть (1827)
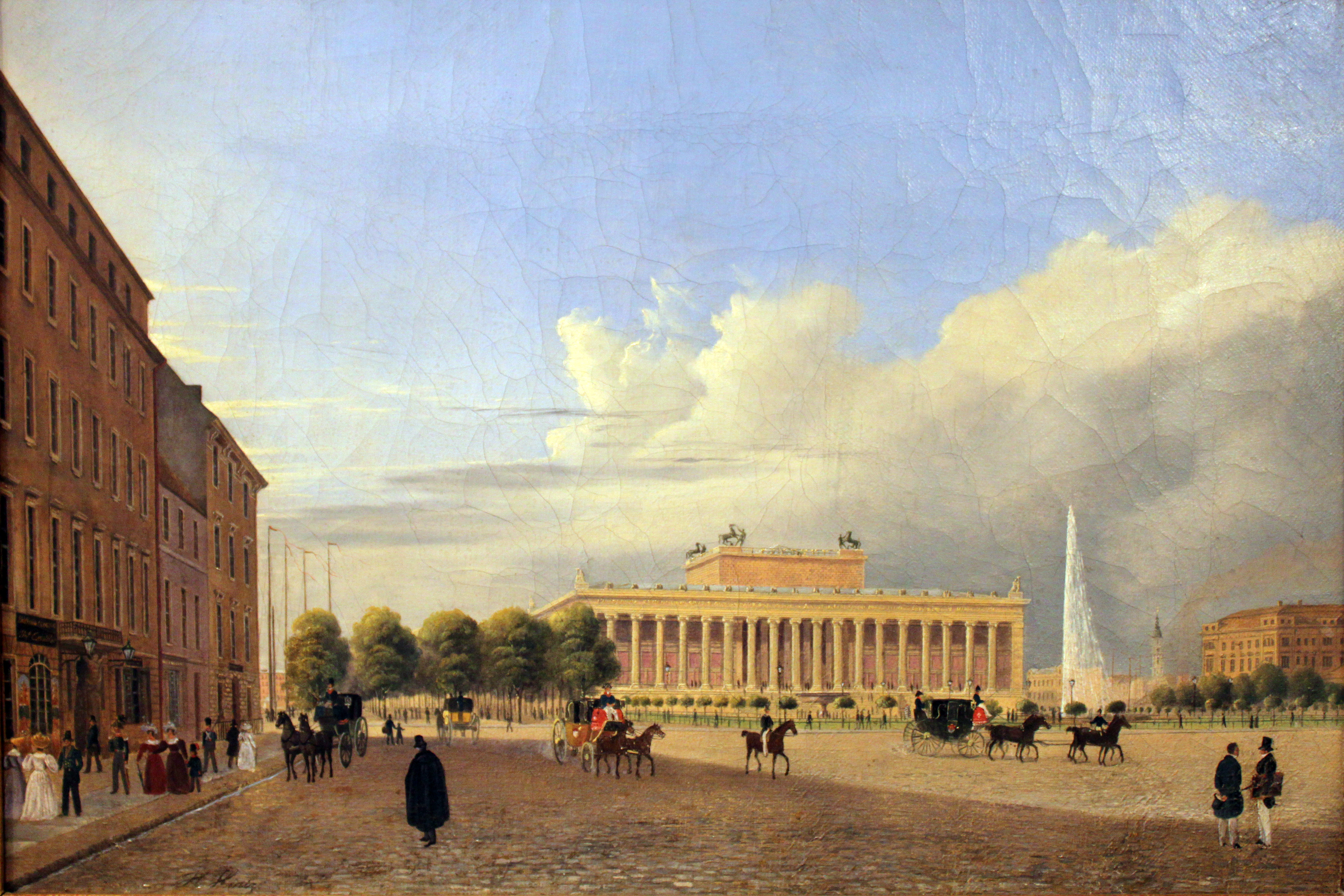
Королевский музей в Берлине (1832)
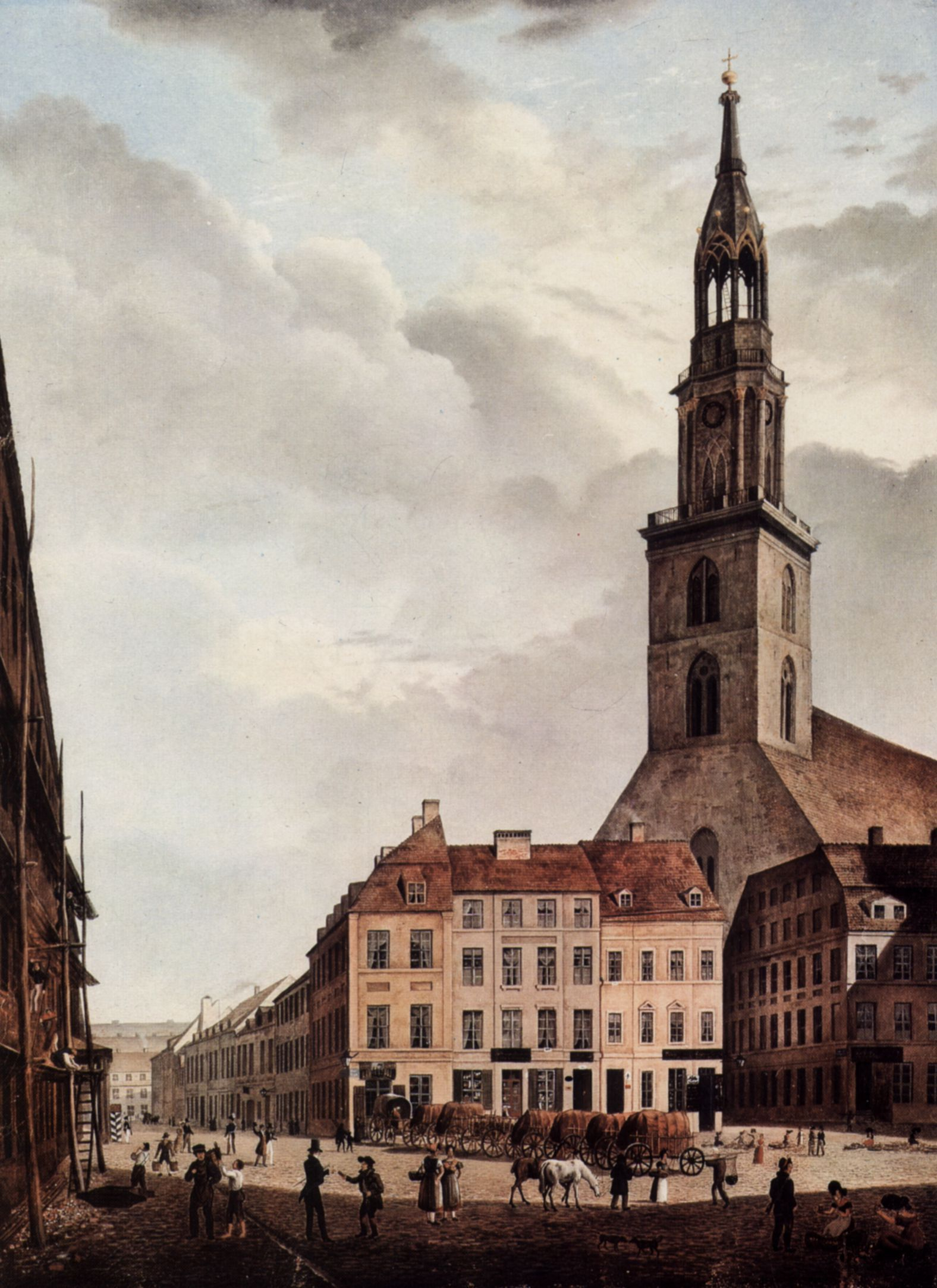
Берлин, Новый рынок и Мариенкирхе (1828)
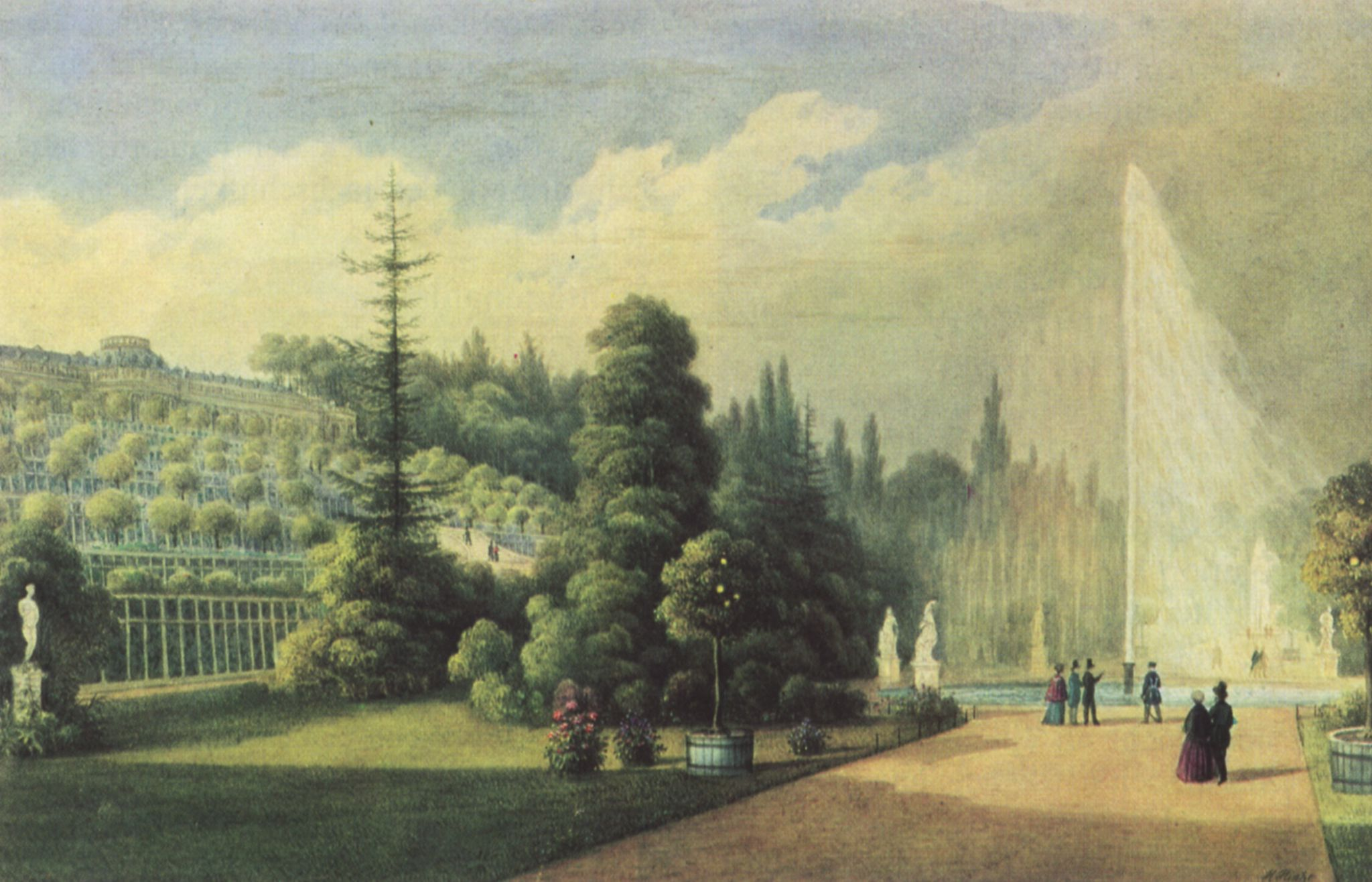
Потсдам, дворец Сан-Суси. Террасы и большие фонтаны (1844).